# Bertil Schütt
Bertil Fredrik Schütt, född 11 juni 1909 i Maria Magdalena församling, Stockholm, död 6 juli 1983 i Katarina församling, Stockholm, var en svensk författare, manusförfattare och dramatiker.

## Biografi
Schütt, som var körsnär till yrket, hade egen firma inom pälsbranschen 1934–37. Han debuterade 1944 med romanen Förbjudet att beträda. Som författare blev han känd för sina absurda och humoristiska böcker och pjäser. Han kom snart att göra rykte om sig som en besynnerlig författare, och kom inte att accepteras varken socialt eller i litterära kretsar. Schütt har beskrivit sig själv med orden: ”Jag är född i fel land. Jag har ett annat temperament, passar inte in här.” Ett av hans mer kända verk är den självbiografiska romanen En skuggboxares memoarer (1972), i vilken Schütt skildrar sin barndom.
Bertil var även en amatörboxare och representerande Djurgårdens IF i weltervikt/mellanvikt. Han deltog i tre matcher mellan 1927 och 1928, där han förlorade två av dessa genom teknisk knockout mot Holger Holmlund från Kiruna SK och Edmund Törnquist från Falu SK, men lyckades vinna en match mot Stridh, även han från Djurgårdens IF.

### Privatliv
Bertil Schütt var son till tapetseraren Johan Fritiof Schütt och Zipa Reisa, född Kraitschik. Fadern var verksam som socialistisk agitator. Modern, som var rysk judinna, försörjde sig som sömmerska och på kondomförsäljning. Schütts yngre bror, Roland Schütt, är känd som författare till boken Kådisbellan (1989). Familjen är begravda på Sandsborgskyrkogården i Stockholm.

### Filmmanus
- 1959 – Sköna Susanna och gubbarna
- 1969 – Änkan
- 1971 – Gunghästen
- 1977 – Den beslöjade damen
- 1984 – Jag ska aldrig mer dricka öl

## Priser och utmärkelser
- 1951 – Boklotteriets stipendiat
- 1952 – Boklotteriets stipendiat
- 1952 – Svenska Dagbladets litteraturpris (tillsammans med Ulla Isaksson, Tove Jansson, Sandro Key-Åberg och Ragnar Thoursie)
- 1953 – Boklotteriets stipendiat
- 1957 – Boklotteriets stipendiat
- 1958 – Boklotteriets stipendiat
- 1959 – Boklotteriets stipendiat

### Fotnoter
1. ↑  ”Bertil Schütt”. Svensk Filmdatabas. http://sfi.se/sv/svensk-filmdatabas/Item/?type=PERSON&itemid=66138&ref=%2ftemplates%2fSwedishFilmSearchResult.aspx%3fid%3d1225%26epslanguage%3dsv%26searchword%3dbertil+sch%C3%BCtt%26type%3dPerson%26match%3dBegin%26page%3d1%26prom%3dFalse. Läst 4 januari 2013.
2. 1 2  Bengt Åhlén (red.), Svenskt författarlexikon 2. 1941–1950 (Stockholm: Rabén & Sjögren, 1953), s. 536. Läst 28 augusti 2023.
3. 1 2  Gradvall et al 2009, #334
4. ↑  ”Bertil Schütt | RINGSIDE”. mrboxhist.se. https://mrboxhist.se/boxare/bertil-schuett. Läst 5 april 2024.
5. ↑  ”1927 – DIF Boxning”. https://www.difboxning.se/historik/dif-boxning-det-framgangsrika-1920-talet/1927-2/. Läst 5 april 2024.
6. ↑  ”Bertil Schütt”. IMDb.com. http://www.imdb.com/name/nm0778329/bio. Läst 4 januari 2013.
7. ↑  ”Schütt, Bertil Fredrik”. SvenskaGravar.se. https://www.svenskagravar.se/gravsatt/63d5b06c-7efc-427c-ba0b-42f3da254a5a. Läst 24 september 2023.